# Diamond League 2011
Diamond League 2011 eller Samsung Diamond League 2011 var den andra upplagan av Diamond League och hölls under friidrottsåret 2011.

## Datum och orter
| Datum        | Stad       | Tävling                         |
| ------------ | ---------- | ------------------------------- |
| 6 maj        | Doha       | Qatar Athletic Super Grand Prix |
| 15 maj       | Shanghai   | Shanghai Golden Grand Prix      |
| 26 maj       | Rom        | Golden Gala                     |
| 4 juni       | Eugene     | Prefontaine Classic             |
| 9 juni       | Oslo       | Bislett Games                   |
| 11 juni      | New York   | Adidas Grand Prix               |
| 30 juni      | Lausanne   | Athletissima                    |
| 8 juli       | Paris      | Meeting Areva                   |
| 10 juli      | Birmingham | Aviva Birmingham Grand Prix     |
| 22 juli      | Monaco     | Herculis                        |
| 29 juli      | Stockholm  | DN-galan                        |
| 5-6 augusti  | London     | London Grand Prix               |
| 8 september  | Zürich     | Weltklasse Zürich               |
| 16 september | Bryssel    | Memorial van Damme              |

## Grenar
| Löpgrenar |       |       |       |       |               |        |            |            |               |
| Herrar    | 100 m | 200 m | 400 m | 800 m | 1500 m / Mile | 5000 m | 110 m häck | 400 m häck | 3000 m hinder |
| Damer     | 100 m | 200 m | 400 m | 800 m | 1500 m        | 5000 m | 100 m häck | 400 m häck | 3000 m hinder |

| Hopp- och kastgrenar |           |         |          |          |      |        |       |
| Herrar               | Längdhopp | Tresteg | Höjdhopp | Stavhopp | Kula | Diskus | Spjut |
| Damer                | Längdhopp | Tresteg | Höjdhopp | Stavhopp | Kula | Diskus | Spjut |

## Resultat

### Herrar
| Nr           | Tävling      | 100 meter                      | 200 meter                       | 400 meter                          | 800 meter                            | 1 500 meter                          | 5 000 meter                          | 110 meter häck                 | 400 meter häck                 | 3000 meter hinder                              |
| 1            | Doha         | –                              | Walter Dix (USA) · 20.06 WL,=MR | –                                  | Asbel Kiprop (KEN) · 1:44.74 SB      | –                                    | Yenew Alamirew (ETH) · 7:27.26 WL,MR | –                              | L. J. van Zyl (RSA) · 48.11 MR | –                                              |
| 2            | Shanghai     | Asafa Powell (JAM) · 9.95      | –                               | Calvin Smith Jr. (USA) · 45.47     | –                                    | Nixon Chepseba (KEN) · 3:31.42 WL,MR | –                                    | Liu Xiang (CHN) · 13.07 WL     | –                              | Brimin Kipruto (KEN) · 8:02.28 WL,MR           |
| 3            | Rome         | Usain Bolt (JAM) · 9.91        | –                               | –                                  | Khadevis Robinson (USA) · 1:45.09 SB | –                                    | Imane Merga (ETH) · 12:54.21 WL      | –                              | L. J. van Zyl (RSA) · 47.91    | –                                              |
| 4            | Eugene       | Steve Mullings (JAM) · 9.80 MR | Walter Dix (USA) · 20.19        | Angelo Taylor (USA) · 45.16 SB     | –                                    | Haron Keitany (KEN) · 3:49.09 WL     | –                                    | David Oliver (USA) · 12.94 WL  | –                              | Ezekiel Kemboi (KEN) · 8:08.34                 |
| 5            | Oslo         | –                              | Usain Bolt (JAM) · 19.86        | –                                  | –                                    | Asbel Kiprop (KEN) · 3:50.86         | –                                    | Aries Merritt (USA) · 13.12 SB | –                              | Paul Kipsiele Koech (KEN) · 8:01.83 WL,MR      |
| 6            | New York     | Steve Mullings (JAM) · 10.26   | –                               | Jeremy Wariner (USA) · 45.13       | Alfred Kirwa Yego (KEN) · 1:46.57    | –                                    | Dejen Gebremeskel (ETH) · 13:05.22   | –                              | Javier Culson (PUR) · 48.50 SB | –                                              |
| 7            | Lausanne     | Asafa Powell (JAM) · 9.78 WL   | –                               | –                                  | David Rudisha (KEN) · 1:44.15        | –                                    | Vincent Chepkok (KEN) · 12:59.13 MR  | –                              | Dai Greene (GBR) · 48.41       | –                                              |
| 8            | Paris        | –                              | Usain Bolt (JAM) · 20.03        | Chris Brown (BAH) · 44.94 SB       | –                                    | Amine Laâlou (MAR) · 3:32.15         | –                                    | Dayron Robles (CUB) · 13.09    | –                              | Mahiedine Mekhissi-Benabbad (FRA) · 8:02.09 PB |
| 9            | Birmingham   | Asafa Powell (JAM) · 9.91      | –                               | –                                  | Abubaker Kaki Khamis (SUD) · 1:44.54 | –                                    | Mo Farah (GBR) · 13:06.14            | –                              | Dai Greene (GBR) · 48.20 SB    | –                                              |
| 10           | Monaco       | Usain Bolt (JAM) · 9.88        | –                               | –                                  | David Rudisha (KEN) · 1:42.61 WL     | –                                    | Mo Farah (GBR) · 12:53.11 WL,MR,NR   | –                              | Angelo Taylor (USA) · 47.97    | Brimin Kipruto (KEN) · 7:53.64 MR,AR           |
| 11           | Stockholm    | –                              | Usain Bolt (JAM) · 20.03        | Jermaine Gonzales (JAM) · 44.69 SB | –                                    | Silas Kiplagat (KEN) · 3:33.94       | –                                    | Jason Richardson (USA) · 13.17 | –                              | Paul Kipsiele Koech (KEN) · 8:05.92            |
| 12           | London       | –                              | Walter Dix (USA) · 20.16        | Kirani James (GRN) · 44.61 WL      | –                                    | Leonel Manzano (USA) · 3:51.24       | –                                    | Dayron Robles (CUB) · 13.04 MR | –                              | –                                              |
| 13           | Zürich       | Yohan Blake (JAM) · 9.82 PB    | –                               | Kirani James (GRN) · 44.36 NR      | –                                    | Nixon Chepseba (KEN) · 3:32.74       | –                                    | Dayron Robles (CUB) · 13.01 SB | –                              | Ezekiel Kemboi (KEN) · 8:07.72                 |
| 14           | Brussels     | Usain Bolt (JAM) · 9.76 WL,MR  | Yohan Blake (JAM) · 19.26 WL,MR | –                                  | David Rudisha (KEN) · 1:43.96        | –                                    | Imane Merga (ETH) · 12:58.32         | –                              | Javier Culson (PUR) · 48.32 SB | –                                              |
|              |              |                                |                                 |                                    |                                      |                                      |                                      |                                |                                |                                                |
| Totalsegrare | Totalsegrare | Asafa Powell (JAM)             | Walter Dix (USA)                | Kirani James (GRN)                 | David Rudisha (KEN)                  | Nixon Kiplimo Chepseba (KEN)         | Imane Merga (ETH)                    | Dayron Robles (CUB)            | Dai Greene (GBR)               | Paul Kipsiele Koech (KEN)                      |

- I Eugene, Oslo och  London, räknas en engelsk mil in med slutställningen för 1500 m.
- I Doha, räknas 3000 meter in med slutställningen för 5000 meter

| Nr           | Tävling      | Längdhopp                           | Tresteg                            | Höjdhopp                                                     | Stavhopp                            | Kulstötning                         | Diskuskastning                  | Spjutkastning                        |
| 1            | Doha         | –                                   | Teddy Tamgho (FRA) · 17.49 WL,MR   | Jesse Williams (USA) · 2.33 =MR                              | Malte Mohr (GER) · 5.81 WL,MR       | Dylan Armstrong (CAN) · 21.38       | Gerd Kanter (EST) · 67.49 WL    | Petr Frydrych (CZE) · 85.32          |
| 2            | Shanghai     | Mitchell Watt (AUS) · 8.44 =WL,MR   | –                                  | –                                                            | –                                   | –                                   | –                               | Tero Pitkämäki (FIN) · 85.33 =WL     |
| 3            | Rome         | –                                   | Phillips Idowu (GBR) · 17.59 WL    | –                                                            | Renaud Lavillenie (FRA) · 5.82 WL   | Dylan Armstrong (CAN) · 21.60       | –                               | –                                    |
| 4            | Eugene       | Greg Rutherford (GBR) · 8.32w       | –                                  | Raúl Spank (GER) · 2.32 =SB                                  | –                                   | –                                   | Robert Harting (GER) · 68.40    | –                                    |
| 5            | Oslo         | Godfrey Khotso Mokoena (RSA) · 8.08 | –                                  | Kyriakos Ioannou (CYP) · 2.28                                | –                                   | –                                   | Gerd Kanter (EST) · 65.14       | Matthias de Zordo (GER) · 83.94      |
| 6            | New York     | –                                   | Phillips Idowu (GBR) · 16.67       | –                                                            | Romain Mesnil (FRA) · 5.52          | –                                   | –                               | –                                    |
| 7            | Lausanne     | –                                   | Teddy Tamgho (FRA) · 17.91 WL,MR   | –                                                            | Renaud Lavillenie (FRA) · 5.83 =SB  | Christian Cantwell (USA) · 21.83 MR | –                               | Andreas Thorkildsen (NOR) · 88.19 SB |
| 8            | Paris        | Irving Saladino (PAN) · 8.40 SB     | –                                  | Jaroslav Bába (CZE) · 2.32 SB · Aleksey Dmitrik (RUS) · 2.32 | Renaud Lavillenie (FRA) · 5.73      | –                                   | Robert Harting (GER) · 67.32    | –                                    |
| 9            | Birmingham   | –                                   | Phillips Idowu (GBR) · 17.54       | –                                                            | –                                   | Dylan Armstrong (CAN) · 21.55       | –                               | Andreas Thorkildsen (NOR) · 88.30 WL |
| 10           | Monaco       | –                                   | Phillips Idowu (GBR) · 17.36       | –                                                            | Renaud Lavillenie (FRA) · 5.90 WL   | Reese Hoffa (USA) · 21.25 MR        | –                               | –                                    |
| 11           | Stockholm    | Mitchell Watt (AUS) · 8.54 AR       | –                                  | Ivan Ukhov (RUS) · 2.34 =SB                                  | –                                   | –                                   | Virgilijus Alekna (LTU) · 65.05 | Andreas Thorkildsen (NOR) · 88.43 WL |
| 12           | London       | Mitchell Watt (AUS) · 8.45 MR       | –                                  | Andrey Silnov (RUS) · 2.36 SB                                | –                                   | –                                   | Virgilijus Alekna (LTU) · 66.71 | –                                    |
| 13           | Zürich       | Ngonidzashe Makusha (ZIM) · 8.00    | –                                  | Dimitrios Chondrokoukis (GRE) · 2.32 =PB                     | –                                   | Dylan Armstrong (CAN) · 21.63       | Robert Harting (GER) · 67.02    | –                                    |
| 14           | Brussels     | –                                   | Benjamin Compaoré (FRA) · 17.31 PB | –                                                            | Konstadinos Filippidis (GRE) · 5.72 | Reese Hoffa (USA) · 22.09 SB        | –                               | Matthias de Zordo (GER) · 88.36 PB   |
|              |              |                                     |                                    |                                                              |                                     |                                     |                                 |                                      |
| Totalsegrare | Totalsegrare | Mitchell Watt (AUS)                 | Phillips Idowu (GBR)               | Jesse Williams (USA)                                         | Renaud Lavillenie (FRA)             | Dylan Armstrong (CAN)               | Virgilijus Alekna (LTU)         | Matthias de Zordo (GER)              |

### Damer
| Nr           | Tävling      | 100 meter                             | 200 meter                        | 400 meter                        | 800 meter                         | 1 500 meter                           | 5 000 meter                             | 110 meter häck                       | 400 meter häck                      | 3000 meter hinder                   |
| 1            | Doha         | –                                     | LaShauntea Moore (USA) · 22.83   | Allyson Felix (USA) · 50.33 WL   | –                                 | Anna Mishchenko (UKR) · 4:03.00 WL    | –                                       | Kellie Wells (USA) · 12.58 WL        | –                                   | Milcah Cheywa (KEN) · 9:16.44 WL,MR |
| 2            | Shanghai     | Veronica Campbell-Brown (JAM) · 10.92 | –                                | –                                | Jenny Meadows (GBR) · 2:00.54     | –                                     | Vivian Cheruiyot (KEN) · 14:31.92 WL    | –                                    | Kaliese Spencer (JAM) · 54.20 WL    | –                                   |
| 3            | Rome         | –                                     | Bianca Knight (USA) · 22.64 SB   | Allyson Felix (USA) · 49.81 WL   | –                                 | Maryam Yusuf Jamal (BHR) · 4:01.60 WL | –                                       | Dawn Harper (USA) · 12.70 SB         | –                                   | Milcah Cheywa (KEN) · 9:12.89 WL    |
| 4            | Eugene       | Carmelita Jeter (USA) · 10.70 WL,MR   | –                                | –                                | Kenia Sinclair (JAM) · 1:58.29 WL | –                                     | Vivian Cheruiyot (KEN) · 14:33.96 MR    | –                                    | Lashinda Demus (USA) · 53.31 WL     | –                                   |
| 5            | Oslo         | Ivet Lalova (BUL) · 11.01w            | –                                | Amantle Montsho (BOT) · 50.10 SB | Halima Hachlaf (MAR) · 1:58.27 WL | –                                     | Meseret Defar (ETH) · 14:37.32          | –                                    | Zuzana Hejnová (CZE) · 54.38        | –                                   |
| 6            | New York     | –                                     | Allyson Felix (USA) · 22.92      | –                                | –                                 | Kenia Sinclair (JAM) · 4:08.06        | –                                       | Danielle Carruthers (USA) · 13.04    | –                                   | Milcah Cheywa (KEN) · 9:27.29       |
| 7            | Lausanne     | –                                     | Mariya Ryemyen (UKR) · 22.85     | Amantle Montsho (BOT) · 50.23    | –                                 | Morgan Uceny (USA) · 4:05.52          | –                                       | Sally Pearson (AUS) · 12.47w         | –                                   | Milcah Cheywa (KEN) · 9:19.87 MR    |
| 8            | Paris        | Kelly-Ann Baptiste (TRI) · 10.91 SB   | –                                | –                                | Caster Semenya (RSA) · 2:00.18    | –                                     | Meseret Defar (ETH) · 14:29.52 WL       | –                                    | Zuzana Hejnová (CZE) · 53.29 WL,NR  | –                                   |
| 9            | Birmingham   | –                                     | Bianca Knight (USA) · 22.59      | Amantle Montsho (BOT) · 50.20    | –                                 | Morgan Uceny (USA) · 4:05.64          | –                                       | Sally Pearson (AUS) · 12.48 WL,MR,AR | –                                   | Sofia Assefa (ETH) · 9:25.87 MR     |
| 10           | Monaco       | –                                     | Carmelita Jeter (USA) · 22.20 PB | Amantle Montsho (BOT) · 49.71 NR | –                                 | Maryam Yusuf Jamal (BHR) · 4:00.59    | –                                       | Sally Pearson (AUS) · 12.51          | –                                   | –                                   |
| 11           | Stockholm    | Carmelita Jeter (USA) · 11.15         | –                                | –                                | Kenia Sinclair (JAM) · 1:58.21 SB | –                                     | Vivian Cheruiyot (KEN) · 14:20.87 WL,NR | –                                    | Kaliese Spencer (JAM) · 53.74 MR    | –                                   |
| 12           | London       | Carmelita Jeter (USA) · 10.93         | –                                | –                                | Jenny Meadows (GBR) · 1:58.60 SB  | –                                     | Lauren Fleshman (USA) · 15:00.57 SB     | –                                    | Kaliese Spencer (JAM) · 52.79 WL,MR | Milcah Cheywa (KEN) · 9:22.80       |
| 13           | Zürich       | –                                     | Carmelita Jeter (USA) · 22.27    | –                                | Mariya Savinova (RUS) · 1:58.27   | –                                     | Vivian Cheruiyot (KEN) · 14:30.10 MR    | –                                    | Kaliese Spencer (JAM) · 53.36       | –                                   |
| 14           | Brussels     | Carmelita Jeter (USA) · 10.78         | –                                | Amantle Montsho (BOT) · 50.16    | –                                 | Morgan Uceny (USA) · 4:00.06 WL       | –                                       | Danielle Carruthers (USA) · 12.65    | –                                   | Yuliya Zaripova (RUS) · 9:15.43 MR  |
|              |              |                                       |                                  |                                  |                                   |                                       |                                         |                                      |                                     |                                     |
| Totalsegrare | Totalsegrare | Carmelita Jeter (USA)                 | Carmelita Jeter (USA)            | Amantle Montsho (BOT)            | Jenny Meadows (GBR)               | Morgan Uceny (USA)                    | Vivian Cheruiyot (KEN)                  | Danielle Carruthers (USA)            | Kaliese Spencer (JAM)               | Milcah Cheywa (KEN)                 |

| Nr           | Tävling      | Längdhopp                      | Tresteg                           | Höjdhopp                           | Stavhopp                          | Kulstötning                           | Diskuskastning                        | Spjutkastning                           |
| 1            | Doha         | Funmi Jimoh (USA) · 6.88 WL    | –                                 | –                                  | –                                 | –                                     | –                                     | –                                       |
| 2            | Shanghai     | –                              | Yargelis Savigne (CUB) · 14.68    | Blanka Vlašić (CRO) · 1.94 =WL     | Silke Spiegelburg (GER) · 4.55 SB | Gong Lijiao (CHN) · 19.94 SB          | Li Yanfeng (CHN) · 62.73              | –                                       |
| 3            | Rome         | Brittney Reese (USA) · 6.94 SB | –                                 | Blanka Vlašić (CRO) · 1.95 SB      | –                                 | –                                     | Yarelys Barrios (CUB) · 64.18         | Mariya Abakumova (RUS) · 65.40 WL       |
| 4            | Eugene       | –                              | Olha Saladuha (UKR) · 14.98 WL,MR | –                                  | Anna Rogowska (POL) · 4.68        | Nadzeya Ostapchuk (BLR) · 20.59 WL,MR | –                                     | Christina Obergföll (GER) · 65.48 SB    |
| 5            | Oslo         | –                              | Yargelis Savigne (CUB) · 14.81    | –                                  | Fabiana Murer (BRA) · 4.60        | Valerie Adams (NZL) · 20.26 MR        | –                                     | –                                       |
| 6            | New York     | Funmi Jimoh (USA) · 6.48       | –                                 | Emma Green Tregaro (SWE) · 1.94 SB | –                                 | –                                     | Stephanie Brown Trafton (USA) · 62.94 | Christina Obergföll (GER) · 64.43 MR    |
| 7            | Lausanne     | Brittney Reese (USA) · 6.85    | –                                 | Anna Chicherova (RUS) · 1.95       | –                                 | –                                     | Yarelys Barrios (CUB) · 64.29 SB      | –                                       |
| 8            | Paris        | –                              | Yargelis Savigne (CUB) · 14.99 WL | –                                  | –                                 | Valerie Adams (NZL) · 20.78 =MR       | –                                     | Christina Obergföll (GER) · 68.01 WL,MR |
| 9            | Birmingham   | Janay DeLoach (USA) · 6.78     | –                                 | Blanka Vlašić (CRO) · 1.99         | Silke Spiegelburg (GER) · 4.66    | –                                     | Nadine Müller (GER) · 65.75           | –                                       |
| 10           | Monaco       | Brittney Reese (USA) · 6.82    | –                                 | Blanka Vlašić (CRO) · 1.97         | –                                 | –                                     | Nadine Müller (GER) · 65.90           | Barbora Špotáková (CZE) · 69.45 WL,MR   |
| 11           | Stockholm    | –                              | Olha Saladuha (UKR) · 15.06w      | –                                  | Yelena Isinbayeva (RUS) · 4.76 SB | Valerie Adams (NZL) · 20.57           | –                                     | –                                       |
| 12           | London       | –                              | Olha Saladuha (UKR) · 14.80       | –                                  | Jenn Suhr (USA) · 4.79            | Valerie Adams (NZL) · 20.07           | –                                     | Christina Obergföll (GER) · 66.74 MR    |
| 13           | Zürich       | Brittney Reese (USA) · 6.72    | –                                 | –                                  | Jenn Suhr (USA) · 4.72            | Valerie Adams (NZL) · 20.51           | –                                     | Christina Obergföll (GER) · 69.57 MR    |
| 14           | Brussels     | –                              | Olha Saladuha (UKR) · 14.67       | Anna Chicherova (RUS) · 2.05       | –                                 | –                                     | Li Yanfeng (CHN) · 66.27              | –                                       |
|              |              |                                |                                   |                                    |                                   |                                       |                                       |                                         |
| Totalsegrare | Totalsegrare | Brittney Reese (USA)           | Olha Saladuha (UKR)               | Blanka Vlašić (CRO)                | Silke Spiegelburg (GER)           | Valerie Adams (NZL)                   | Yarelys Barrios (CUB)                 | Christina Obergföll (GER)               |